# Innovative Multicultural Curricula for the Young EC and US Engineers and Scientists

L'Innovative Multicultural Curricula (IMCC) for the Young EC and US Engineers and Scientists est un réseau institutionnel de reconnaissance de diplômes, d'échanges d'étudiants et de chercheurs entre universités technologiques européennes et universités américaines, établi depuis 1996.
La convention IMCC vise aussi à familiariser des étudiants européens et américains avec l’autre système d’éducation et l’autre mode de vie.
La durée d'un séjour est de quatre mois, un semestre ou une année, selon qu'il s'agit d'un stage de recherche ou de crédits d'un cursus de Master.

## Partenaires européens
- École centrale de Lille
- Université de Lille
- Technische Universität München
- Université catholique de Louvain[1]
- Université libre de Bruxelles[2],[3]
- École polytechnique de Milan
- Université de Saragosse
- Brunel University West London

## Partenaires américains
- The University of Texas at Austin (Telecommunication)[4]
- Université d'État de l'Oklahoma (Aeronautics, Petroleum, Civil engineering)
- The University of Virginia at Charlottesville (Systems engineering)